# Alfonso Daniel Rodríguez Castelao
Alfonso Daniel Rodríguez Castelao conosciuto semplicemente come Castelao (Rianxo, 30 gennaio 1886 – Buenos Aires, 7 gennaio 1950) è stato uno scrittore, saggista e medico spagnolo, considerato il padre del Nacionalismo galego e la figura predominante dell'indipendenza della Galizia.

## Biografia
Nato il 30 gennaio 1886 a Rianxo, in Galizia, trascorse la sua infanzia e adolescenza a Santa Rosa de Toay, in Argentina. Nel 1900 fece ritorno in Galizia con la famiglia.
Nel 1908 si laureò in Medicina presso l'Università di Santiago di Compostela, forse per compiacere il padre, ma fu sempre attratto dalla letteratura. Si stabilì a Rianxo, dove si iscrisse al movimento politico Acción Gallega.
Nel 1916 si trasferì a Pontevedra, dove si affiliò alla Irmandades da Fala (Confraternita della lingua). A questo paese Castelao sviluppò un attaccamento emotivo e spesso affermò di voler essere considerato un nativo di quella città.
Eletto deputato alla Corte costituente della Seconda repubblica spagnola nel 1931 per l'Organización Republicana Gallega Autónoma (ORGA), venne confinato nel 1934-1935 a Badajoz durante il governo di coalizione di destra di Alejandro Lerroux.
Nel 1940 fu esiliato a Buenos Aires; nel 1946 fu inviato a Parigi per far parte del governo repubblicano in esilio, guidato da José Giral. Tornato a Buenos Aires nel 1950, vi morì il 7 gennaio di quell'anno.

## Galleria d'immagini

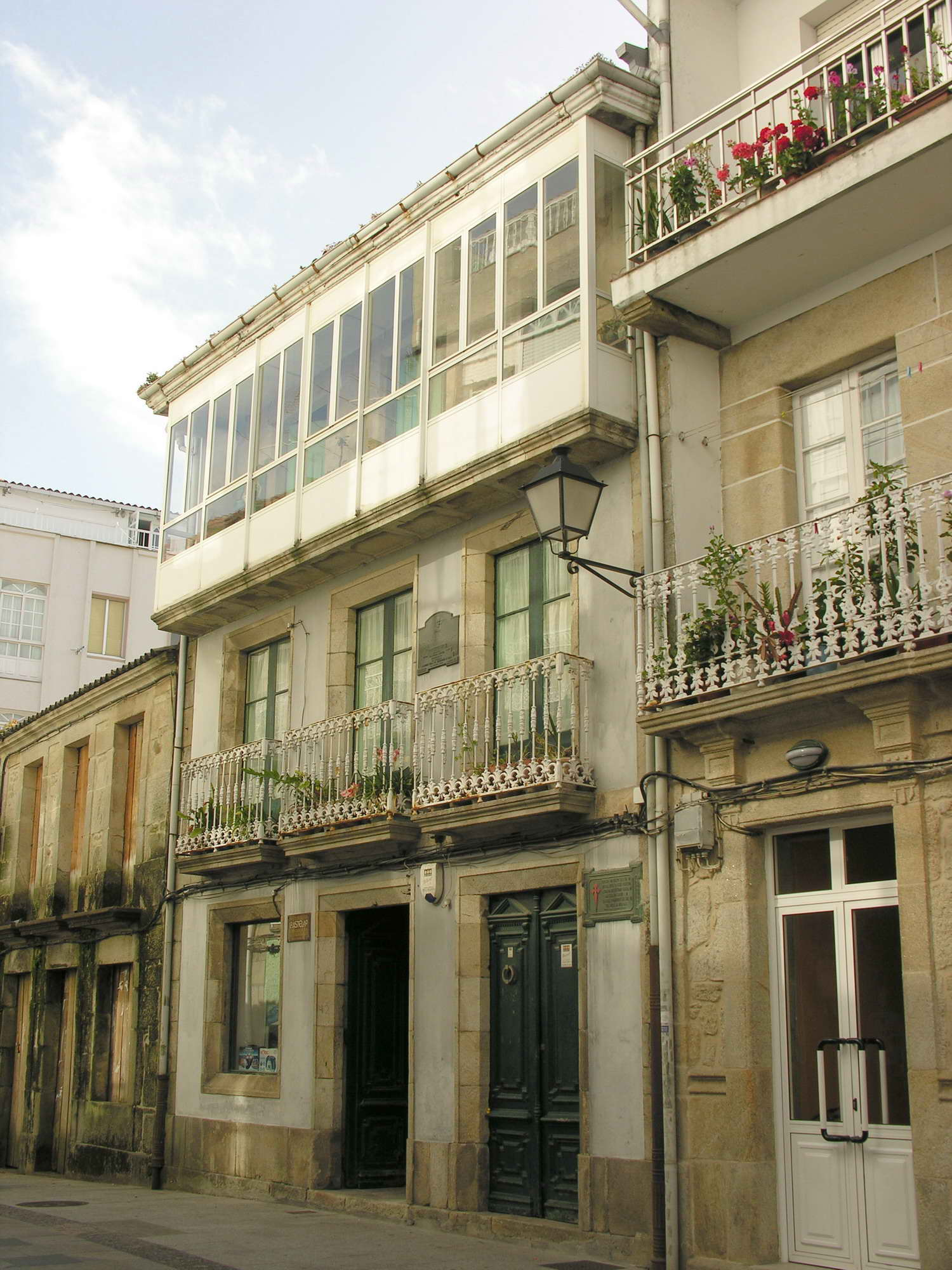
Casa di castelao a Rianxo
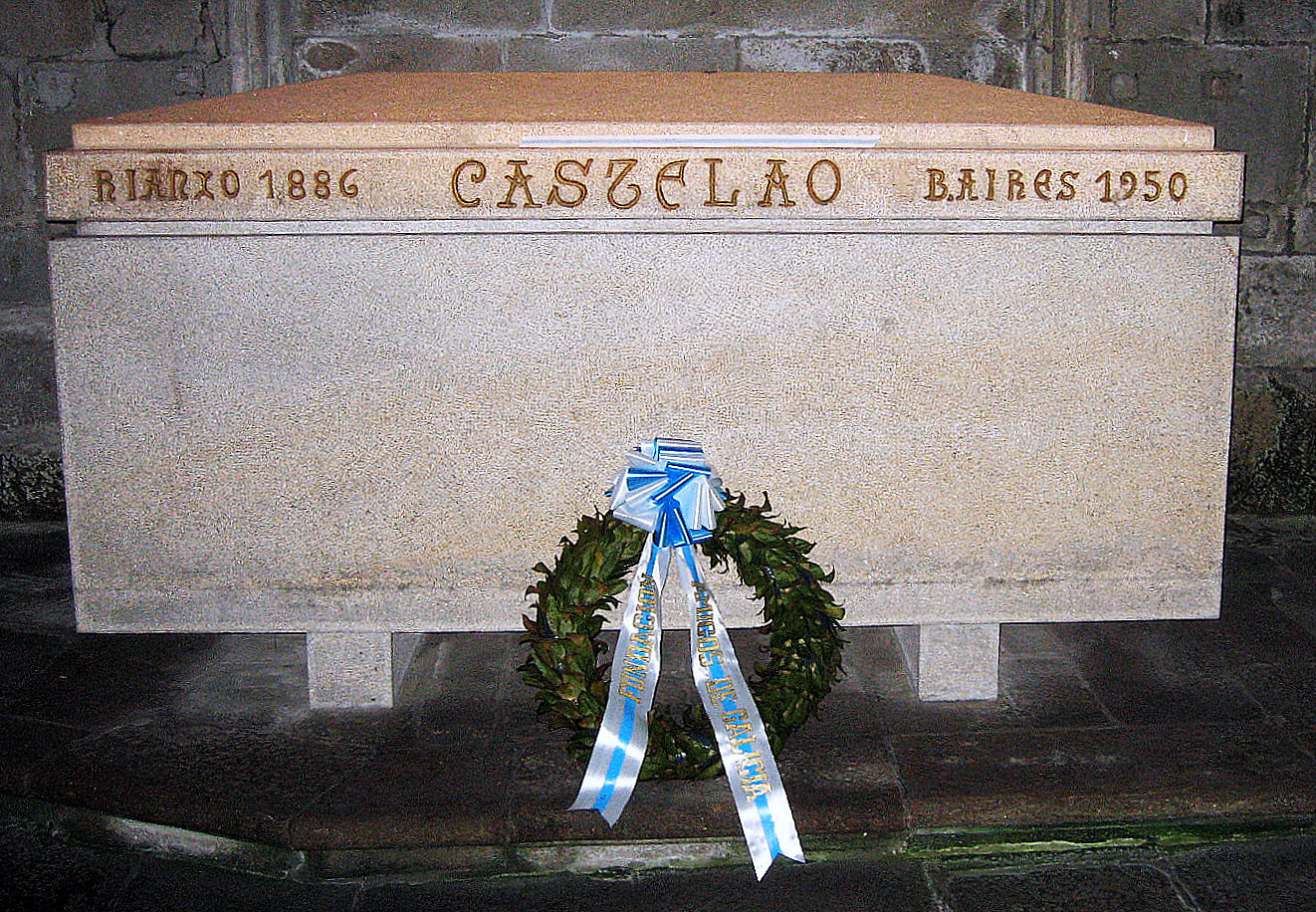
Tomba di Castelao